# 페르디난트 폰 체펠린 백작
페르디난트 아돌프 아우구스트 하인리히 폰 체펠린 백작(독일어: Ferdinand Adolf August Heinrich Graf von Zeppelin: 1838년 7월 8일 ~ 1917년 3월 8일)은 독일의 발명가, 공학자이자, 군인, 외교관으로, 남북전쟁과 보불전쟁에 참가했으며, 체펠린 비행선의 개발자이다.

## 어린 시절
체펠린은 1838년 7월 8일 보덴호에 있는 콘스탄츠에서 태어났다. 이후 17세가 되어서 체펠린은 육군사관학교에 들어갔고 중위로 입대한 뒤 23세 때 남북전쟁에 참가했다. 그러나 전쟁에 환멸을 느낀 체펠린은 미시시피강의 지리학 탐험대에 참가했고 기구를 접하게 되었다.
이윽고 유럽으로 돌아온 뒤 체펠린은 보불전쟁에 참가했다. 체펠린은 보불전쟁에서 무훈을 세우고 1872년 장군이 되어 퇴역했다. 보불전쟁이 끝나고 체펠린은 외교관이 되었으나 빌헬름 2세와 의견충돌로 싸우고 난 뒤 화가 난 황제에 의해 모든 공직을 빼앗겨 버렸다.
1873년에 비행선의 건조를 청하는 서류를 당국에 제출했으나, 받아들여지지 않았다.

## 경식 비행선 개발

### 시험단계

#### LZ 1

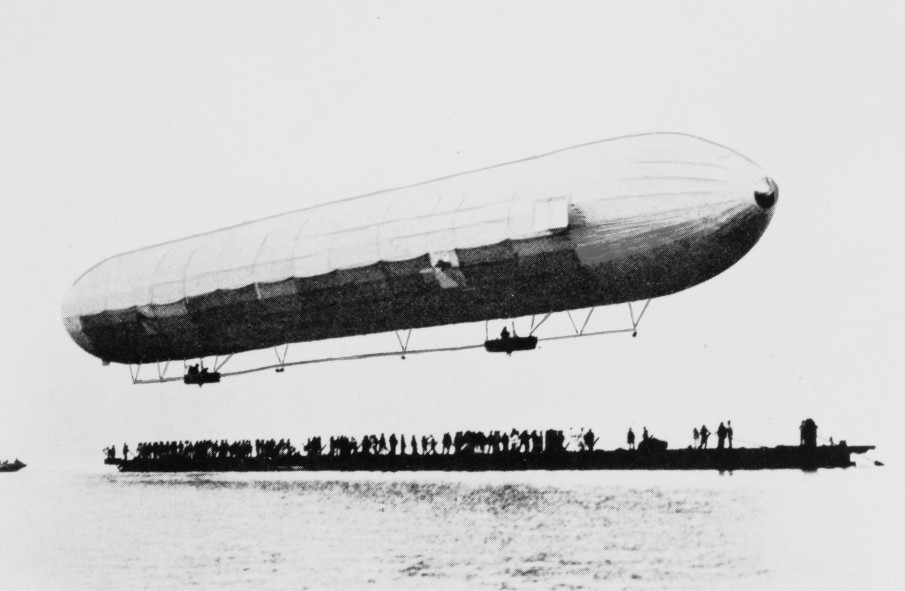

체펠린은 1893년, 설계도를 당국에 제출했다. 11마력 가솔린 엔진 2기의, 길이 117m의 크기였다. 그러나 검토 위원들은 "금속 뼈대로 된 것은 하늘에 뜰 수가 없고 뜬다고 해도 너무 크기 때문에 움직일 수 없다"는 이유로 기각해 버렸다.
체펠린은 결국 자비로 비행선을 만들었다. 격납고를 만들 땅은 없었기 때문에 보덴 호수의 수면에 만들었다. 1900년 7월 2일에, 길이 128m의 루프트쉽 체펠린 1호(통칭 LZ 1)가 완성되었다. 그러나 비행하고 15분쯤 뒤, 비행선이 부러져 버렸다. 수리 이후 다시 비행을 했으나, 두 번째 비행에서는 공중에서 엔진이 멈춰 버렸다. 자금이 모자라진 체펠린은 결국 LZ 1을 해체하여 모두 팔 수밖에 없었다.

#### LZ 4

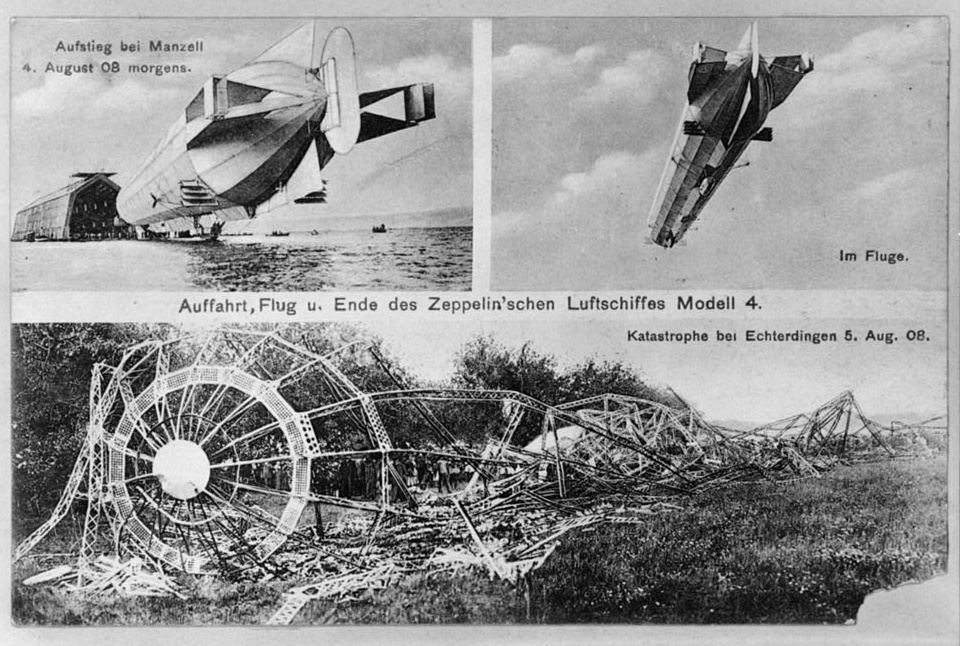
불타고 뼈대만 남은 4호

3호의 성공 이후, 경식 비행선 사업에 무관심하던 독일 당국은 LZ 4호가 24시간 동안 비행하면 지원을 해주겠다고 약속했다. 중도에 라인강 상공에서 약간의 말썽이 생겨 불시착을 했으나, 수리 이후 24시간 동안 비행에 성공한 체펠린은 독일의 영웅이 된다.
그러나 착륙 이후 미숙한 지상요원, 파일럿들의 실수로 비행선은 폭발해버리고, 다수의 사상자가 생겼다. 그러나 사고에도 불구하고 경식 비행선은 이후 독일 국민들의 지지를 받게 된다.

### 민간 여객
에케너와 동료가 된 체펠린은 1909년에 독일 비행선 항공 회사를 세웠다.

## 1차 세계대전과 죽음
1차대전이 일어나자 체펠린의 경식 비행선들은 대부분 군용으로 쓰이게 되었고, 상당수가 격추되었다. 체펠린은 1차대전 종전 직전인 1917년에 폐렴으로 사망했다.
이후 체펠린의 죽음과 베르사유 조약은 비행선 개발에 큰 장애가 되었다. 이후 비행선 개발 제재가 해금된 뒤에는 동료 후고 에케너가 체펠린의 유지를 이어받았다.

## 같이 보기
- 비행선
  - 경식 비행선
    - 체펠린 비행선
    - 후고 에케너

  - 연식 비행선
    - 앙리 지파르
    - 산토스 듀몽
- 보불 전쟁
- 남북 전쟁